# Anarquismo cristão

Símbolo do Anarquismo Cristão

Anarquismo cristão (também conhecido como cristianismo libertário) é um movimento da teologia política centrado na noção de que o anarquismo, em sua essência e ideal, é inerente ao Cristianismo e aos Evangelhos. O movimento fundamenta-se na ideia de que, em última análise, Deus é a autoridade sobre todas as coisas, sendo o Soberano Governador sobre todas as nações. Do mesmo modo, o movimento rejeita a ideia de que os governos humanos têm autoridade máxima sobre as sociedades. Anarquistas cristãos rejeitam a soberania do Estado, argumentando que ele é inseparável da violência e da idolatria. Sustentam, pois, que, sob o "Reino de Deus", as relações humanas seriam caracterizadas pela liderança servidora e pela compaixão universal, no lugar das estruturas hierárquicas e autoritárias e, quase sempre interesseiras em proveito próprio, as quais normalmente são atribuídas às ordens religiosa, social e política vigentes. A maioria dos anarquistas cristãos são pacifistas, rejeitando, pois, a guerra e a violência.
É preciso esclarecer, todavia, que o uso do termo "anarquismo" (<substantivo anarquia + sufixo ismo) em "anarquismo cristão" poderia sugerir alguma forma de "insurreição, per se, contra as estruturas de governo humano historica e ortodoxamente concebidos, sem mais, isto é: negação do governo [constituído na forma convencional], sem qualquer contraproposta alternativa". E não é esse o caso, pois o ideário anarquista cristão, como foi concebido, propõe a supressão das estruturas governamentais ortodoxas, sim, contudo, em favor do Governo Soberano por parte de Deus. Com efeito, "anarquia" (do grego antigo ἀναρχία, transliterado neolatino anarchia = "anarquia", combina ἀ (a), "não, sem" e ἀρχή transliterado neolatino arkhi = arqui, "autoridade, governo, líder, regulador"). Assim, o termo refere uma pessoa ou sociedade "sem líderes" ou "sem reguladores". Nessa perspectiva, enquanto o anarquismo puro propõe "cada um por si", o anarquismo cristão sustenta que o governo seja de "Deus por todos e para todos".

Não se deve confundir "anarquismo cristão" com "socialismo cristão". Enquanto este procura conjugar a aplicação de princípios cristãos ao ideário socialista (prevalecendo o viés hierárquico político usual), aquele rejeita qualquer e todo governo terreno, seja em que ideário for.
Mais do que qualquer outra fonte bíblica, o Sermão da Montanha é usado como base para o anarquismo cristão. A obra O Reino de Deus Está Dentro de Vós, de Leon Tolstói, também é frequentemente citada como um dos textos-chave do anarquismo cristão moderno.

## Origens

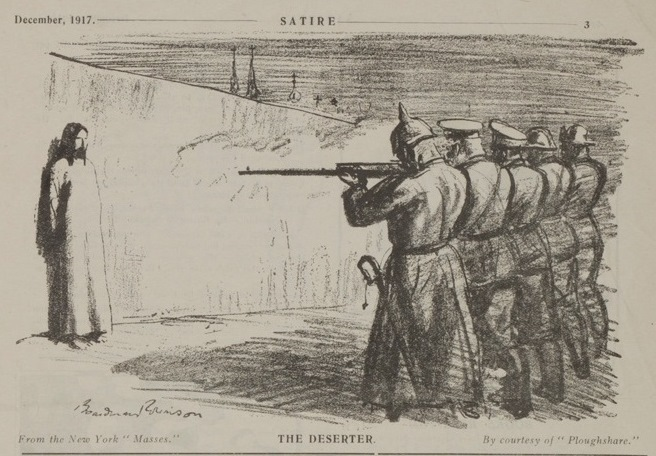
The Deserter (1916)
Boardman Robinson

### Antiga Aliança
Jacques Ellul, filósofo francês e anarquista cristão, observou que o versículo final do Livro dos Juízes (Juízes 21:25) afirma que não havia rei em Israel, pois "todos fizeram o que acharam conveniente" Posteriormente, conforme registrado no primeiro Livro de Samuel (Samuel 8), o povo de Israel desejava um rei "como o têm as demais nações." Deus declarou então que o povo o havia rejeitado como seu rei. Ele advertiu que um rei humano levaria ao militarismo, ao recrutamento e à tributação, e que as súplicas de misericórdia às vontades desse rei não seriam atendidas. Samuel transmitiu o aviso de Deus aos israelitas, mas ainda assim eles exigiram um rei, e Saul tornou-se o governante de Israel.

### Nova Aliança

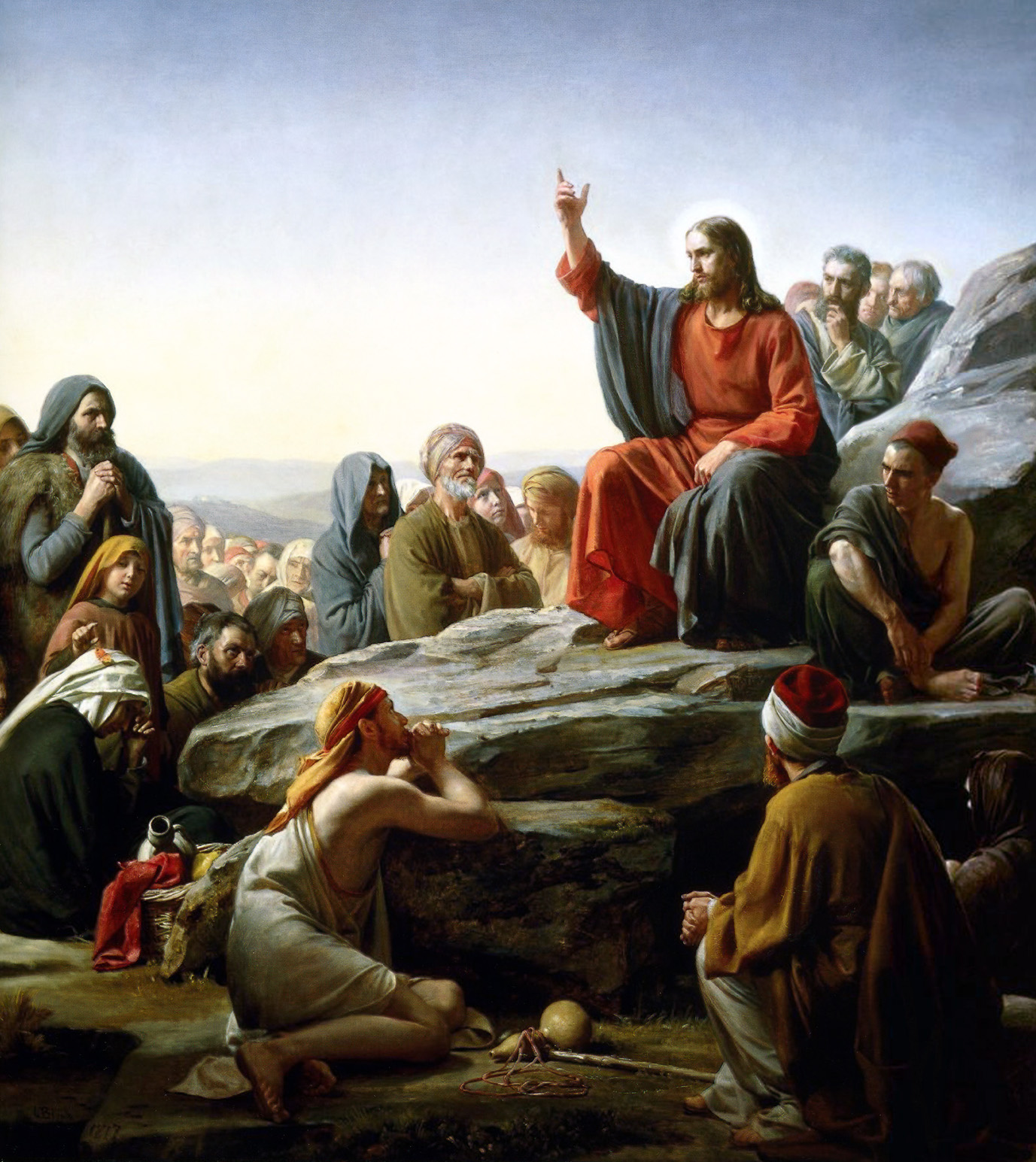
O Sermão da Montanha retratado por Carl Heinrich Bloch

Mais do que qualquer outra fonte bíblica, o Sermão da Montanha, relatado em Mateus, capítulos 5 a 7, bem como em Marcos 9:49-50, Lucas 6:20-23,37,38,41,42,46-49; 11:9-13,33; 12:22-31; 13:24; 14:34-35, é frequentemente usado como base para o anarquismo cristão. Alexandre Christoyannopoulos explica que o Sermão ilustra perfeitamente o ensino central de amor e perdão de Jesus Cristo. Anarquistas cristãos afirmam que o estado, fundado na violência, corrompe o mandamento de amar nossos inimigos, precisamente por instituir ordens sociais e políticas e jurídicas restritas e restritivas, as quais, com demasiada frequência, são manipuladas em favor de interesses daqueles que se apropriam do poder, em detrimento dos demais, que vêm a ser os mais necessitados. Assim, pois, argumentam os anarquistas cristãos, só o Reino de Deus é a solução.
As Escrituras ainda narram a tentação de Jesus no deserto. Durante a tentação final, Jesus foi levado a uma grande montanha por Satanás que lhe propôs todos os reinos terrenos, caso Jesus resolvesse se inclinar diante dele. Os anarquistas cristãos usam essa narrativa como prova de que todos os reinos e governos terrestres são governados por Satanás, já que ele os ofereceu a Jesus. O filho de Deus recusou a tentação, escolhendo servir ao pai, fato que, segundo os anarquistas cristãos, indica que ele estaria ciente da natureza corruptora do poder terrestre.
A escatologia cristã e vários anarquistas cristãos, como Jacques Ellul, identificaram o poder político e estatal como a Besta mencionada no Livro do Apocalipse.
A compatibilidade entre anarquismo e cristianismo causa discordâncias entre teóricos. Alguns sustentam que não se pode ser integralmente cristão e anarquista concomitantemente. Parte dessa discordância se dá pelo fato de que outras correntes anarquistas são de origem ateia ou laica. Os anarco-sindicalistas, por exemplo, citam frequentemente a frase "sem deuses, sem mestres", ao passo que os cristãos frequentemente citam a Epístola aos Romanos. O versículo 6 indica que os cristãos também devem pagar tributos.

### Cristianismo Inicial
De acordo com Alexandre Christoyannopoulos, vários dos escritos dos Padres da Igreja sugerem o anarquismo como o ideal de Deus. Os primeiros cristãos se opuseram ao primado do Estado: "Devemos obedecer a Deus como governante no lugar de homens" ( Atos 4:19, 5:29, 1 Coríntios 6: 1-6); "E, despojando os principados e potestades, os expôs publicamente e deles triunfou em si mesmo". (Colossenses 2:15). Além disso, algumas comunidades cristãs primitivas parecem ter praticado uma espécie de comunismo anarquista. Os integrantes da comunidade de Jerusalém descrita em Atos compartilhavam o trabalho e dinheiro de forma equivalente entre seus membros. Alguns anarquistas cristãos, como Kevin Craig, insistem que essas comunidades estavam centradas no amor verdadeiro e se preocupavam umas com as outras em vez de se preocuparem com uma liturgia. Eles também alegam que a razão pela qual os primeiros cristãos foram perseguidos não era porque adoravam a Jesus Cristo, mas porque se recusavam a adorar os ídolos humanos que reivindicavam o status divino. Dado que eles se recusaram a adorar o Imperador romano, eles se recusaram a jurar qualquer ato de fidelidade ao Império. Por exemplo, quando solicitado que eles jurassem pelo nome do imperador, Speratus, porta-voz dos mártires scillitanos, disse: "Eu reconheço não o império deste mundo... pois eu sei que meu Senhor é o Rei dos reis e imperador de todas as nações".
Thomas Merton, em sua introdução a uma tradução de Sayings of the Desert Fathers ("Ditos dos Padres do Deserto"), descreve os primeiros monásticos como "verdadeiros anarquistas em sentido estrito".
Antes do Concílio de Niceia (325 DC), havia várias seitas independentes que se diferenciavam do cristianismo proto ortodoxo e tinham características anarco-cristãs ao confiar na revelação direta em vez das escrituras, tais como:
- Gnosticismo, particularmente o Valentianismo (séculos II a IV) - que acreditava em um conhecimento revelado de um Deus transcendente e incognoscível, que era uma divindade distinta do Demiurgo que criou e supervisiona o mundo material.
- Montanismo (século II) - que confiava em revelações proféticas do Espírito Santo.

### Império Romano
- Ver também: Cesaropapismo e Igreja estatal do Império Romano

Para os anarquistas cristãos, o momento que sintetizou a degeneração do cristianismo foi a conversão do Imperador Constantino após a sua vitória na Batalha da Ponte Mílvia em 312. Após este evento, o cristianismo foi legalizado pelo Édito de Milão de 313, fato que marcou a transformação de uma igreja humilde governada de baixo para cima para a edificação de uma organização autoritária que governava de cima para baixo. Os anarquistas cristãos apontam o édito como o ponto inicial da "mudança constantiniana", na qual o cristianismo gradualmente foi se mesclando com a vontade da elite dominante, e terminou como a Igreja Estatal do Império Romano. Sob essa perspectiva, o Édito também foi responsável pelas Cruzadas, pela Inquisição e pelas Guerras religiosas na França.

### Idade Média
Após a conversão de Constantino, Alexandre Christoyannopoulos relata que o pacifismo cristão e o anarquismo foram abandonados por quase um milênio até o surgimento de pensadores como Francisco de Assis e Petr Chelčický. Francisco de Assis (c.1181-1226) era um pregador ascético, pacifista e amante da natureza. Como filho de um rico comerciante de roupas, ele desfrutou de uma vida privilegiada, mas se alistou como soldado e, a partir de então, mudou radicalmente suas crenças e práticas após um despertar espiritual. Francisco tornou-se um pacifista e evitou bens materiais, tentando seguir os passos de Jesus. Peter Maurin, co-fundador do Movimento dos Trabalhadores Católicos, foi fortemente influenciado por Francisco de Assis. O trabalho de Petr Chelčický (c.1390-c.1460), especificamente The Net of Faith, influenciou Leon Tolstói e é referenciado em seu livro O Reino de Deus Está Dentro de Vós.

#### Grupos e líderes cristãos com aspectos anarquistas na Idade Média
- Paulicianos - buscava um retorno à pureza da igreja no tempo do Apóstolo Paulo - Armênia - séculos VI a IX;
- Tondraquianos - defendiam a abolição da Igreja junto com todos os seus ritos tradicionais - Armênia (proximidades do monte Tendureque) - séculos IX a XI;
- Bogomilos - buscava um retorno à espiritualidade dos primeiros cristãos e se opunha às formas estabelecidas de governo e igreja - Macedônia e Balcãs - século XI;
- Gundolfo - um pregador itinerante que ensinava que a salvação seria alcançada por meio de uma vida virtuosa, do abandono do mundo, da restrição dos apetites da carne, da obtenção da comida pelo trabalho das mãos, de não fazer mal a ninguém e caridade para cada um de sua fé - perto de Lille (França) - século XI;
- Arnoldistas - criticavam a riqueza da Igreja Católica e pregava contra o batismo e a Eucaristia - Lombardia - século XII;
- Petrobrusianos (seguidores de Pedro de Bruys) - criticavam: a autoridade dos Padres da Igreja e da Igreja Católica, o celibato clerical, o batismo infantil, as orações pelos mortos e a música de órgão - sudeste da França - século XII;
- Henricanos (seguidores de Henrique de Lausana) - rejeitaram a autoridade doutrinária e disciplinar da igreja, não reconheceram qualquer forma de culto ou liturgia e sacramentos - França - século XII;
- Valdenses - sustentavam que a pobreza apostólica era o caminho para a perfeição espiritual e rejeitavam o que consideravam idolatria da Igreja Católica - Lyon (França) - teve início no século XII e tem seguidores até a atualidade;
- Irmãos do Espírito Livre - acreditavam que os sacramentos eram desnecessários para a salvação, que a alma poderia ser aperfeiçoada imitando o vida de Jesus e que a alma perfeita estava livre de pecado sem considerar leis eclesiásticas, morais e seculares - Países Baixos, Alemanha, França, Boêmia e norte da Itália - século XIII;
- Irmãos Apostólicos, mais tarde conhecidos como Dolcinianos - grupo fundado por Gerardo Segarelli e continuado por Frei Dolcino, rejeitavam o mundanismo da igreja e buscavam uma vida de perfeita santidade, em completa pobreza, sem domicílio fixo, sem cuidados com o dia seguinte e sem votos. Os Dulcinianos afirmavam estar inaugurando uma nova era caracterizada pela pobreza, castidade e ausência de governo - norte da Itália - séculos XIII a XIV;
- Fraticelli - franciscanos dissidentes que consideravam escandalosa a riqueza da Igreja - séculos XIII a XV;
- Neo-Adamites (essa denominação incluía os taboritas e alguns begardos - desejavam voltar para a pureza da vida de Adão, viviam em comunidades, defendiam o amor livre, rejeitavam o casamento e a propriedade individual de bens - séculos XIII a XV;
- Nicolau de Basel - ensinava que tinha autoridade para usar os poderes episcopais e sacerdotais (embora não fosse ordenado), que a submissão à sua direção era necessária para atingir a perfeição espiritual e que seus seguidores não podiam pecar, embora cometessem crimes ou desobedecessem à Igreja e ao Papa - Suíça - século XIV;
- Pedro Helchitsky - ensinava que a punição violenta era imoral e que os cristãos não deveriam aceitar cargos governamentais ou apelar à autoridade governamental - Boêmia - século XV.

### Era Pós-Reforma

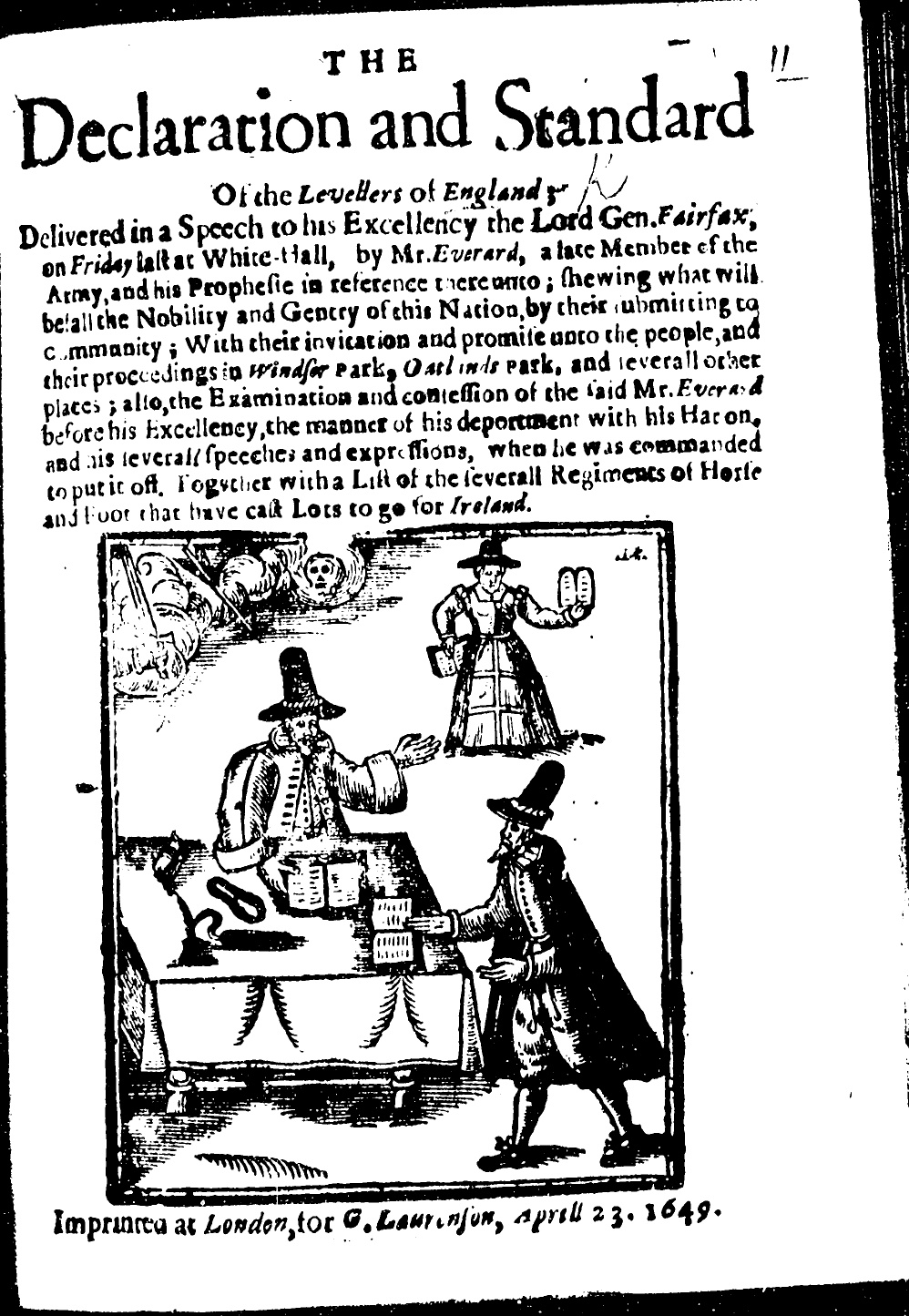
Os "escavadores"

Vários autores socialistas libertários identificaram o do reformador social protestante inglês Gerrard Winstanley bem como o ativismo social de seu grupo, os escavadores, como coerentes com o anarquismo cristão. Para o historiador anarquista George Woodcock "Embora (Pierre Joseph) Proudhon tenha sido o primeiro escritor a se chamar anarquista, pelo menos dois predecessores delinearam sistemas que contêm todos os elementos básicos do anarquismo. O primeiro foi Gerrard Winstanley (1609-c. 1660). Winstanley e seus seguidores protestaram em nome de um cristianismo radical contra a crise econômica que se seguiu à Guerra civil inglesa e contra a desigualdade que os grandes do novo exército pareciam querer preservar".
En 1649-1650, os escavadores tentaram criar comunidades baseadas no trabalho na partilha de bens ao sul da Inglaterra. As comunidades falharam após serem fortemente repreendidas pelas autoridades inglesas, mas uma série de panfletos de Winstanley foram preservados dos quais Nova Lei da Justiça (1649) foi o mais importante. Sustentando um cristianismo racional, Winstanley comparou Cristo com "a liberdade universal" e sustentou a natureza universalmente corruptora da autoridade. Ele traçou um vínculo entre a instituição da propriedade e a falta de liberdade. Para Murray Bookchin "No mundo moderno, o anarquismo apareceu pela primeira vez como um movimento do campesinato e simpatizante face ao declínio das instituições feudais. Na Alemanha, o principal porta-voz das guerras camponesas foi Thomas Müntzer; na Inglaterra, Gerrard Winstanley. Os conceitos de Müntzer e Winstanley estavam perfeitamente adaptados às necessidades de seu tempo - um período histórico em que a maioria da população vivia no campo e quando as forças revolucionárias mais militantes vieram do meio agrário. Seria muito difícil argumentar se Müntzer e Winstanley poderiam ter alcançado seus ideais. O que é de importância real é que eles foram proeminentes; seus conceitos anarquistas surgiram naturalmente da sociedade rural".

### Era Moderna
Adin Ballou (1803 - 1890) - Ministro Unitarista que influenciou Leon Tolstoi
Leon Tolstói (1828-1910) escreveu extensivamente sobre princípios anarquistas. De acordo com o autor, ele chegou a esses princípios por meio da fé cristã. Sua trajetória é narrada nas obras O Reino de Deus Está Dentro de Vós, A lei da violência e a lei do amor e Cristianismo e Patriotismo onde Tolstói critica o governo e a Igreja em geral. O Reino de Deus Está Dentro de Vós é considerado o texto-chave na formulação do anarquismo cristão. Tolstói procurou separar o cristianismo ortodoxo russo - que foi fundido com o Estado - do que ele acreditava ser a verdadeira mensagem de Jesus contida nos Evangelhos, baseando-se fundamentalmente no Sermão da montanha. Tolstói considera que todos os governos bélicos apoiados pela igreja são uma afronta aos princípios cristãos da não-violência e da não-resistência. Embora Tolstói nunca tenha usado o termo "anarquismo cristão", defendia uma sociedade baseada na compaixão, pacifismo e liberdade. Tolstói era um pacifista e vegetariano. Sua visão para uma sociedade ideal era uma espécie de versão anarquista do georgismo, que ele menciona especificamente em sua novela Ressurreição.
Charles Erskine Scott Wood - autor de "Heavenly Discourse" (Discurso Celestial);
Nikolai Berdyaev (1874-1948), filósofo cristão ortodoxo, conhecido pelo pseudônimo de filósofo da liberdade, foi um existencialista cristão. Conhecido pela obra O Reino de Deus é anarquia, ele acreditava que a liberdade final vem de Deus, em oposição direta aos anarquistas ateístas, como Mikhail Bakunin, que viam Deus como representante simbólico da escravidão (simbólica) da humanidade.
Mário Ferreira dos Santos (1907-1968), filósofo brasileiro, enxergava no cristianismo uma filosofia superior de viés prática libertário. Para ele o sentimento cristão poderia ser definido como vontade de superação, sendo assim, seria impossível pensar em socialismo sem liberdade e uma ética fundamentalmente cristã. Mário via o cristianismo como algo aplicável em qualquer circunstância possível, independentemente da nação ou da época.
Jacques Ellul (1912-1994) foi um filósofo, sociólogo, teólogo francês. Escritor prolífico, ele escreveu 58 livros, dentre eles "Anarquia e Cristianismo", e mais de mil artigos ao longo de sua vida, abordando, sobretudo a propaganda, o impacto da tecnologia sobre a sociedade e a interação entre religião e política. O tema dominante de seu trabalho foi a ameaça à liberdade humana e à religião diante da ameaça tecnológica.
Philip Berrigan (1923-2002) foi um pacifista, anarquista e ex-padre católico norte americano. Berrigan foi conhecido por seu ativismo contra qualquer tipo de guerra.
Dorothy Day (1897 - 1980) foi uma jornalista, ativista social, anarquista norte-americana. Durante a década de 1930 Day trabalhou para estabelecer um Movimento Operário Católico não-violento e pacifista, com o objetivo de ajudar os pobres e desabrigados com ações diretas não-violentas;
Ammon Ashford Hennacy (1893 - 1970) foi um pacifista americano, anarquista cristão, ativista social e membro do Movimento dos Trabalhadores Católicos e do Industrial Workers of the World. Ele criou o "Joe Hill House of Hospitality", em Salt Lake City, Utah. Crítico das tributações estatais, Hennacy defendia e praticava a resistência fiscal;
Alexandre Christoyannopoulos, autor de "Christian Anarchism: A Political Commentary on the Gospel";
Vernard Eller, Ministro da Igreja da Irmandade, autor de "Christian Anarchy Jesus' Primacy Over the Powers";
James Redford, autor de "Jesus Is an Anarchist";
Outros anarquistas cristãos modernos incluem Ivan Illich, Léonce Crenier, Peter Maurin, Thomas J. Hagerty, William B. Greene, entre os autodeclarados e os conhecidos.

### Eraonline
Numerosas páginas eletrônicas anarco-cristãs surgiram na internet nos últimos anos, dentre as quais podem-se citar:
- Coletivo Espiritualidade Libertária;[53]
- A Pinch of Salt, uma revista anarquista cristã que teve a primeira edição nos anos 1980, que, posteriormente, se transformou em um blog;[54]
- Jesus Radicals fundado pelos menonitas Nekeisha e Andy Alexis-Baker em 2000 e atualmente organizados por Nekeisha Alexis-Baker, Joanna Shenk e Mark Van Steenwyk;[55]
- Libera Catholick Union, fundada em 1988, por Hermann Schroeder.[56]
- The AnarchoChristian Podcast e Website, fundado em 2016.[57]
- The Mormon Worker, um blog fundado em 2007 por William Van Wagenen;[58]
- Libertarian Christian Institute ( Instituto Cristão Libertário), fundado por Norman Horn;[59]
- Vine & Fig Tree revista fundada por Kevin Craig em 1982;[60]
- Lost Religion of Jesus criado por Adam Clark em 2005;
- Anarquistas cristãos criados por Jason Barr em 2006; e
- Associação Academics and Students Interested in Religious Anarchism ASIRA, fundada por Alexandre Christoyannopoulos em 2008.[51]

## Conceitos

### Pacifismo
Os cristãos anarquistas, baseados no Sermão do Monte, tendem a ser pacifistas e contrários a guerras e violência. Essa ideia é baseada na recomendação de Jesus para "dar-lhe a outra face" presente em Mateus 5:38-42, ou seja, resistir ao mal sem ser violento, não ser violento nem em legítima defesa. Essa ideia é a principal do anarquismo cristão, e a razão pela qual os anarquistas cristãos rejeitam a autoridade estatal. Para os anarquistas cristãos, matar outras pessoas não é uma demonstração de amor, mas de medo ou raiva, e os meios justificam os fins.

### Rejeição à lei
Anarquistas cristãos como Tolstói defendem que a lei é falha e sujeita a erros, por ser elaborada pelo ser humano, que carece de perfeição. Os anarquistas cristãos defendem que o homem é "cego" e hipócrita, já que julga os outros mesmo que seja imperfeito. Esta é outra tese defendida pelo anarquismo cristão que leva à rejeição da autoridade estatal.